# Beerato
Beerato (ook: Berato) is een dorp in het District Oodweyne, regio Togdheer, in de niet-erkende staat Somaliland (en dus formeel nog steeds gelegen in Somalië). Beerato ligt hemelsbreed 6 km ten zuiden van de districtshoofdstad Oodweyne op een hoogvlakte op ruim 1000 m hoogte. Een dorp in de buurt is Xaaxi (11,2 km).
Klimaat: Beerato heeft een tropisch savanneklimaat dat wordt beïnvloed door de hoogte waarop het dorp ligt. De gemiddelde jaartemperatuur bedraagt 23,2 °C. De warmste maand is september met een gemiddelde temperatuur van 25,7 °C; januari is het koelste, gemiddeld 19,5 °C. De jaarlijkse neerslag bedraagt 259 mm (ter vergelijking: in Nederland ca. 800 mm). Het grote droge seizoen is van december t/m februari. De rest van het jaar valt er meer regen met een grote piek in april-mei (regenseizoen: ca. 55 mm per maand) en een lagere piek rond september (ca. 36 mm).
In 2013 kwam een korte documentaire (11 minuten) uit over Beerato, genaamd A hole in the Sky (Somalisch: Godka Cirka). De film gaat over drie vrouwelijke herders van verschillende generaties: hun dagelijkse strijd om te overleven, watertekort, analfabetisme, en hun pogingen om een eind te maken aan het oude gebruik van vrouwenbesnijdenis.